# Авера (Джорджія)
Авера (англ. Avera) — місто (англ. city) в США, в окрузі Джефферсон штату Джорджія. Населення — 223 особи (2020).

## Географія
Авера розташована за координатами 33°11′36″ пн. ш. 82°31′43″ зх. д. / 33.19333° пн. ш. 82.52861° зх. д. (33.193423, -82.528732).  За даними Бюро перепису населення США в 2010 році місто мало площу 1,68 км², уся площа — суходіл.

## Демографія
Згідно з переписом 2010 року, у місті мешкало 246 осіб у 100 домогосподарствах у складі 63 родин. Густота населення становила 146 осіб/км².  Було 120 помешкань (71/км²).
Расовий склад населення:
| - 91,1 % — білих - 6,9 % — чорних або афроамериканців |

До двох чи більше рас належало 2,0 %. Частка іспаномовних становила 0,0 % від усіх жителів.
За віковим діапазоном населення розподілялося таким чином: 25,6 % — особи молодші 18 років, 61,8 % — особи у віці 18—64 років, 12,6 % — особи у віці 65 років та старші. Медіана віку мешканця становила 38,8 року. На 100 осіб жіночої статі у місті припадало 110,3 чоловіків;  на 100 жінок у віці від 18 років та старших — 90,6 чоловіків також старших 18 років.
Середній дохід на одне домашнє господарство  становив 37 259 доларів США (медіана — 26 250), а середній дохід на одну сім'ю — 43 397 доларів (медіана — 40 750). Медіана доходів становила 32 500 доларів для чоловіків та 26 250 доларів для жінок. За межею бідності перебувало 23,6 % осіб, у тому числі 37,3 % дітей у віці до 18 років та 12,5 % осіб у віці 65 років та старших.
Цивільне працевлаштоване населення становило 110 осіб. Основні галузі зайнятості: освіта, охорона здоров'я та соціальна допомога — 29,1 %, виробництво — 24,5 %, роздрібна торгівля — 17,3 %, публічна адміністрація — 11,8 %.